# Kymco X-Town
Il Kymco X-Town è uno scooter prodotto dal 2016 dalla casa motociclistica taiwanese Kymco.

## Descrizione

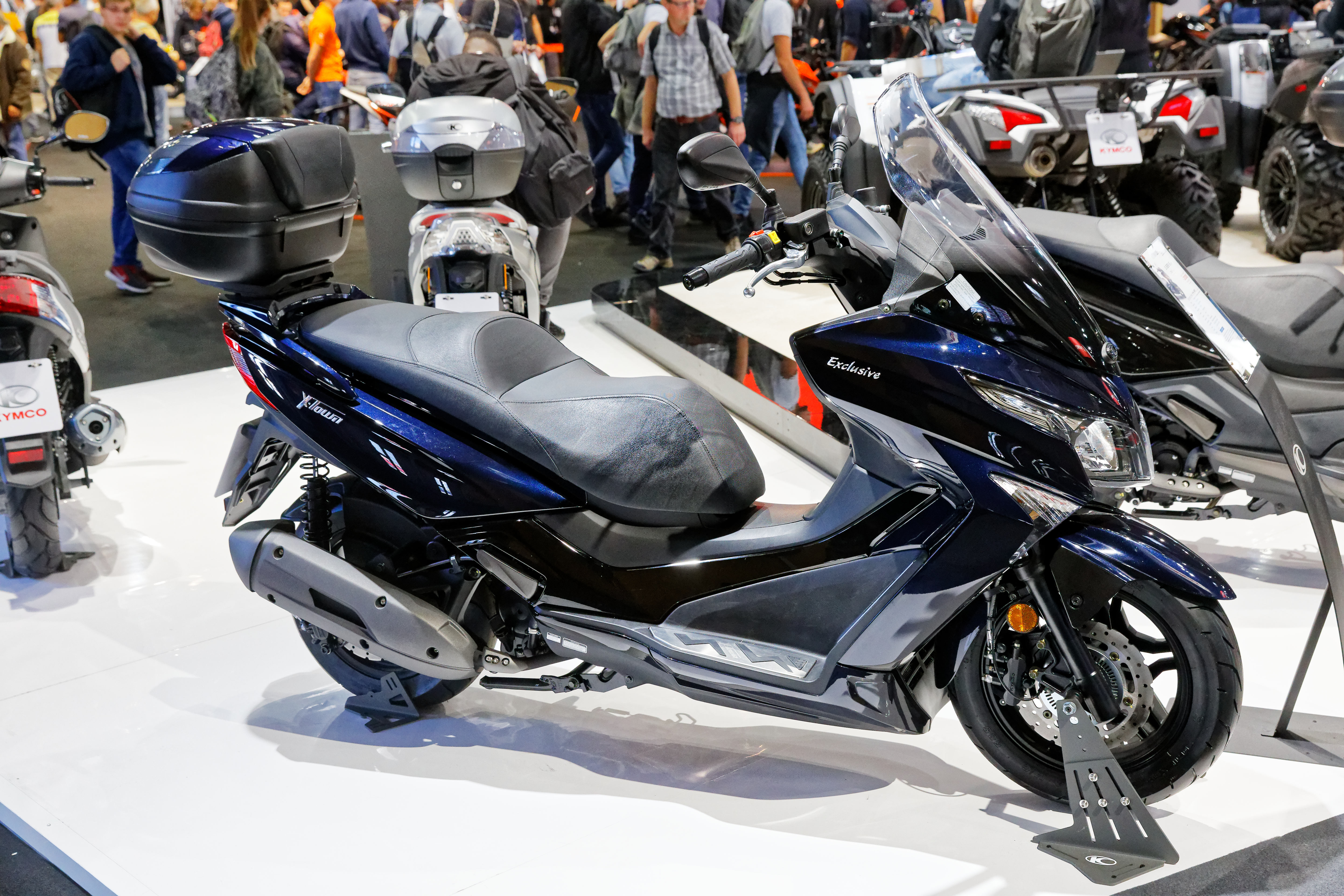
X-Town 125i

Presentato ad EICMA 2015, la sua produzione è iniziata nel 2016. 
L'X-Town è uno scooter di fascia medio-compatta a ruote basse disponibile nelle cilindrate 125 cm³ e 300 cm³ entrambe monocilindriche a quattro tempi: il 125 eroga 12,9 CV mentre la 300 ha un propulsore di nuova concezione da 276 cm³ effettivi, a 2 valvole, raffreddato a liquido erogante 24,5 CV a 7250 giri/min. I motori sono entrambi omologati Euro 4. Il telaio a culla in tubi di acciaio ha una forcella anteriore da  37 mm e una sospensione posteriore monobraccio con due ammortizzatori regolabili nel precarico. La ruota anteriore è da 14” con gomma 120/80 mentre la ruota posteriore è da 13” con pneumatico da 150/70. L'impianto frenante è composto da disco anteriore da 260 mm con pinza a due pistoncini e disco posteriore da 240 mm con pinza a due pistoncini. L'ABS è disponibile di serie solo per la versione da 300 cm³, mentre è non disponibile per la 125 che però monta la frenata combinata CBS.
Il design si caratterizza per il fanale posteriore ad X che integra anche gli indicatori di direzione. La luce di stop e le luci diurne sono a LED, mentre i fari anabbaglianti e abbaglianti sono, come le luci di posizione, alogene.
Il vano sottosella, dotato luce di cortesia e fotocellula, può contenere due caschi (uno integrale e uno jet). La strumentazione digitale indica i km percorsi, registra i km a tappe, mostra l'orario, l'amperaggio della batteria, la temperatura esterna, la disponibilità di benzina nel serbatoio e mostra un indicatore della temperatura del liquido refrigerante. Ai lati del display sono presenti due indicatori a lancetta, uno per la velocità (in chilometri orari e miglia orarie, contemporaneamente) ed un contagiri. La sella si apre con la chiave dal blocco d'accensione (anche a motore acceso) e, a motore spento, è possibile inserire il bloccasterzo. Nel vano portaoggetti anteriore (dietro lo scudo) è presente una presa accendisigari e una presa USB.
Il pilota può regolare la posizione degli ammortizzatori e la sensibilità delle leve del freno. Lo scooter è stato concepito per due diverse posizioni di guida, una classica e l'altra che consente al pilota di distendere le gambe.
La serratura per la chiave presenta una protezione contro l'infiltrazione di acqua o polvere e il tappo della benzina, ubicato sul tunnel centrale del serbatoio, è chiudibile tramite la stessa chiave d'avviamento.
Tra i dispositivi di sicurezza, oltre all'ABS (presente sulla versione 300) lo scooter presenta il tipico tasto rosso d'emergenza (per spegnere l'impianto d'alimentazione in situazioni di pericolo), le quattro frecce, lo spegnimento automatico del motore in caso in cui il cavalletto laterale sia aperto. Oltre al cavalletto laterale è presente anche quello centrale.

## Evoluzione e aggiornamenti
Nell'estate 2017 la gamma viene aggiornata e vengono introdotte due nuove colorazioni rosse: il rosso opaco Loveno e il rosso lucido Malaga.
Nel 2019 alla gamma si aggiunge X-Town CT (denominato in Italia X-Town City), una versione che presenta la pedana piatta priva di tunnel che garantisce maggior comfort, e ruote entrambe da 13”. La gamma motori è la medesima dell'X-Town classico.
Nel 2021 ha subìto un importante aggiornamento, con l'adeguamento dei motori alla normativa Euro 5.